# Masaka (district)
Masaka is een district in Centraal-Oeganda. Masaka telde in 2020 naar schatting 335.700 inwoners. De belangrijkste plaats in het district is het gelijknamige Masaka, waar zich ook het administratief centrum bevindt. Het district grenst aan het Victoriameer.
In 2010 werd het district opgesplitst en werd en de nieuwe districten Bukomansibi, Lwengo en Kalungu opgericht.

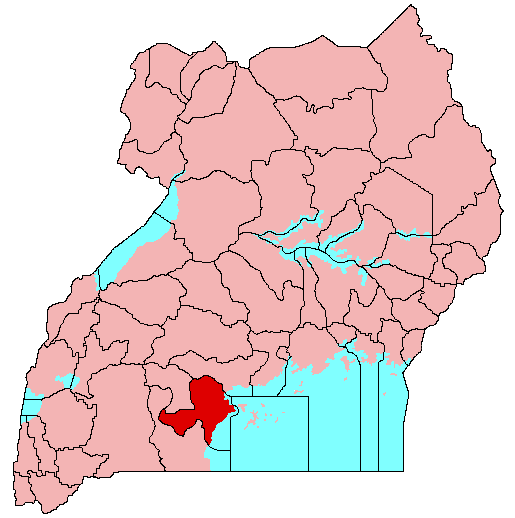
Het district voor het in 2010 werd opgesplitst